# Järnväg i Indien

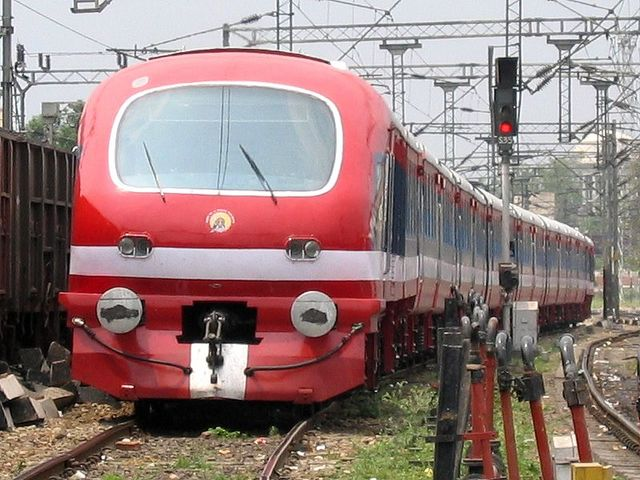
Ett tåg i Indien.

Indien har världens fjärde längsta järnvägsnät med 63 974 kilometer spår, och sex miljarder resor per år. Järnvägen administreras av Indiens järnvägar.
Indien har haft järnväg sedan 1853, då en linje mellan Bombay och Thane öppnades. och då Indien blev självständigt 1947 fanns 42 järnvägssystem. Systemen förstatligades till en enhet, Indiens järnvägar, 1951.